# Kurucz Gyula
Kurucz Gyula (Nyíregyháza, 1944. május 21. – 2015. december 17.) magyar író, szerkesztő, műfordító, pedagógus, volt MDF-tag.

## Élete
Dr. Kurucz Gyula főjegyző és Simon Judit tanítónő gyermekeként született. Az általános iskolát a Szabolcs megyei Bujon, a középiskolát Sárospatakon a református kollégiumban végezte.
1963 és 1968 között a Kossuth Lajos Tudományegyetem magyar-német szakán tanult. 1969-ben Párizsban a Sorbonne-on is tanult.
1968-tól 1971-ig pedagógus, dramaturg, segédmunkás, nevelő, fordító, a Műgyűjtő rovatvezetője, valamint a Magyar Televízió gyakornoka volt. 1971–1980 között tolmácsként, műfordítóként, dramaturgként, szabadúszó íróként dolgozott. 1980 és 1990 között a háromnyelvű Idegennyelvű Könyvszemle (Bücher aus Ungarn) főszerkesztője volt. 1988-tól 1996-ig a Magyar Demokrata Fórum tagja. 1990-ben országgyűlési képviselőjelölt volt. 1990–1991 között a berlini külképviselet kulturális tanácsosa volt. 
1991 és 1995 között a berlini Magyar Kultúra Háza igazgatója volt. 1996-tól 2000-ig  a Magyarok Világszövetségének anyaországi régió elnöke volt. 2001 és 2005 között a stuttgarti Magyar Kulturális Intézet igazgatója volt. 2001-től 2002-ig a New Hungarian Review Információs és Kiadói Kht. ügyvezető igazgatója volt.
2003-tól a Magyar Polgári Együttműködés elnökségi tagja. A PEN Club elnökségi tagja, és az Írószövetség prózai szakosztályának titkára. A Százak Tanácsának tagja.

## Munkássága
Műfordításai, esszéi, kritikái, TV-játékai, rádiójátékai jelennek meg, kiadta a Hungaria Litterata című művelődéstörténeti könyvet. Ausztriában, Németországban 36 német nyelvű magyar novella- és regényantológia, valamint politológiai, kultúrtörténeti és művészettörténeti könyv kiadója, szerzője.
Szépírói munkásságának meghatározó élménye a gyermekkorában megismert falusi élet, az 1950-es évek nyomasztó világa, majd a független értelmiségiek helykeresése az 1960-as, 1980-as években. Realista szemléletmódú és mesélő alkat, de gyakran választja az allegorikus és szimbolikus elbeszélési módot is. Regényeinek zöme hittel és kudarccal dús történet.

## Magánélete
1978-ban házasságot kötött Sashegyi Edittel. Két gyermekük született; Kurucz Balázs (1984) és Kurucz Orsolya (1989).

## Művei
- Nohát meséljünk... Regény; Magvető, Bp., 1970
- A mákszem hölgy (kisregény, 1974)
- A ködfaragó (regény, 1976)
- Négy csend között a hallgatás. Regény; Szépirodalmi, Bp., 1977
- Kicsi nagyvilág (regény, 1978)
- Összezárva (regény, 1978)
- Léggömbhuszárok. Regény; Szépirodalmi, Bp., 1981
- Szeretek, tehát voltam (elbeszélések, 1981)
- Ungarische Erzähler der Gegenwart (fiatal magyar novellisták, szerkesztő, társszerző, 1982)
- A veszett ember (kisregény, 1984)
- Lukács evangéliuma (regény, 1986)
- Étienne Hajdú (monográfia, 1989)
- Knospen, Blüten (magyar novellaantológia, elbeszélés, 1990)
- Lassú visszavonulás (elbeszélések, 1990)
- Bekenntnisse eines Birkenbaumes (antológia, szerkesztő, Schuth Jánossal, 1991)
- Nemzetstratégia a harmadik évezred küszöbén. Magyarok IV. Világkongresszusa (szerkesztő, 1996)
- Az első határnyitás – Sopron, 1998. augusztus 19. (2000)
- Romlás és reménység – Magyar évszázadok (esszé, 2000)
- Tükörben a halál. Regény; Kairosz, Bp., 2009
- Akkor is, ha fáj; Kairosz, Bp., 2010
- Léggömbhuszárok. Regény; 2. jav. kiad.; Kairosz, Bp., 2011
- Mire vársz? Regény; Kairosz, Bp., 2012
- Törpék és mikulások; Kairosz, Bp., 2013

## Műfordításai
- Mai svájci elbeszélők (antológia, 1976)
- M. Scharang: Traktor Charly (1977)
- Dieter Schubert: A vasrózsa (kisregény, 1978)
- Charles Perrault: Hamupipőke (mese, 1978)
- Achim Bröger: Pöttöm Nagy Kázmér (gyermekregény, 1979)
- Dieter Schubert: A sánta táncosnő (elbeszélés, 1986)
- Hans Magnus Enzensberger: Ó, Európa! (esszék, antológiák, 1992)

## Díjai
- Móricz Zsigmond-ösztöndíj (1977)
- A Magyar Rádió Nívódíja (1978)
- A Szépirodalmi Könyvkiadó Nívódíja (1981, 1984)
- Szocialista Kultúráért (1986)
- A Magyar Köztársaság Érdemrend Tiszti Keresztje (1999)